# Pasing Arcaden
Pasing Arcaden egy bevásárlóközpont Münchenben, Pasing városrészben, közel a München-Pasing vasútállomáshoz. A bevásárlóközpont jó tömegközlekedési kapcsolatokkal rendelkezik, hiszen a közelben lévő állomáson megáll szinte az összes müncheni S-Bahn, a 19-es villamos és számos autóbuszjárat is. 2011. március 15-én nyílt meg.